# فرانسيس ويليام ريتز
فرانسيس ويليام ريتز (بالإنجليزية: Francis William Reitz)‏ (و. 1844 – 1934 م) هو شاعر، وكاتب، وقاضي، ومؤرخ، ومحامي، وصحفي من جنوب أفريقيا . تولى منصب رئيس دولة البرتقال الحرة.

## تعليمه
تلقى ريتز تعليمه المُبكر في المنزل على يد مربية في مزرعة مجاورة. عندما كان في التاسعة من عمره، ذهب إلى مدرسة روكوب الداخلية في رونديبوش (كيب تاون). هناك تلقى اهتمامًا كبيرًا لإنجازاته الأكاديمية وانتُخب لاحقًا باحثًا للملكة من قِبَل مجلس الشيوخ في كلية جنوب إفريقيا في كيب تاون. في السنوات الست التي قضاها في الكلية، بعد وصوله في عام 1857، تلقى ريتز تعليمًا واسعًا في الآداب والعلوم وطوّر نفسه ليصبح شابًا متوازنًا يتمتع بصفات قيادية واضحة. تخرج ريتز من كلية جنوب أفريقيا في سبتمبر عام 1863 مع ما يعادل درجة البكالوريوس الحديثة في الآداب والعلوم.
بحلول ذلك الوقت، كان ريتز قد طور اهتمامًا كبيرًا بالقانون وواصل دراسته في كلية جنوب إفريقيا وقرأ القانون مع الأستاذ إف. إس. ووترماير. بسبب وفاة أستاذه بعد أشهر فقط من بدء ريتز العمل معه، جعله يقرر مواصلة دراسته في المعبد الداخلي في لندن. كان قرارًا يحتاج إلى مداولات كثيرة إذ كان والده يأمل في عودة ابنه إلى المزرعة في الوقت المناسب بالإضافة إلى أن الوضع المالي لم يكن يسمح للأسرة بالموافقة على ذلك. ومع ذلك، ذهب ريتز إلى لندن وأنهى دراسته بنجاح. تم استدعاؤه إلى نقابة المحامين في وستمنستر في 11 يونيو من عام 1867. خلال الفترة التي قضاها في إنجلترا، أصبح ريتز مهتمًا بالسياسة وحضر بانتظام جلسات مجلس العموم. قبل عودته إلى جنوب إفريقيا، قام ريتز بجولة في أنحاء أوروبا. في جنوب أفريقيا، أثبت ريتز نفسه كمحام في كيب تاون حيث تم استدعاؤه إلى نقابة المحامين في 23 يناير عام 1868.

## مهنته الأولى
في البداية، وجد ريتز صعوبة في كسب لقمة العيش إذ كانت المنافسة بين المحامين في كيب تاون شديدة جدًا في ذلك الوقت. ومع ذلك، نجح في صنع اسم لنفسه بسبب تفكيره القانوني الحذق وذكائه الاجتماعي. كونه جزءًا من محكمة الدائرة الغربية لمستعمرة كيب، فقد أعطاه هذا الكثير من الخبرة خلال وقت قصير جدًا. في الوقت نفسه، رعى ريتز مصالحه السياسية من خلال كتابة مقالات رئيسية لصحيفة كيب أرغوس، والتي قدم لها أيضًا تقريرًا عن إجراءات برلمان كيب وعمل كنائب رئيس التحرير. في عام 1870، نقل ريتز ممارسته القانونية إلى بلومفونتين في أورانج فري ستيت. اعتقد ريتز أن اكتشاف الماس على ضفاف نهر فال سيؤدي إلى نمو العمل القانوني وسوف يمكّنه أيضًا من إنشاء عمل مزدهر. لكن هذا لم يلاقي النجاح إذ غادر ريتز بلومفونتين بعد بضعة أشهر ليعمل كمنقب عن الماس في غريكوالاند ويست حيث اشترى قطعة أرض صغيرة بالقرب من بنييل من جمعية برلين التبشيرية. ثبت أيضًا أن هذا المشروع لم يكن ناجحًا، ومرة أخرى بعد بضعة أشهر فقط عاد ريتز إلى كيب تاون. هذه المرة، كانت ممارسته القانونية في كيب تاون ناجحة عمليًا بسبب ضمّ بريطانيا لحقول الماس التابعة لأورانج فري ستيت (عام 1871) والازدهار الاقتصادي الذي نشأ عن مستعمرة كيب.
في عام 1873، طُلب من ريتز تمثيل مقاطعة بوفورت ويست في برلمان كيب. وفي اليوم الذي تقلّد منصبه في 30 مايو، أعلن والده، الذي كان ممثل سويلندام، تقاعده من الجمعية. مثلما الأمر بالنسبة للعديد من أنشطة ريتز حتى تلك اللحظة، كانت مسيرته البرلمانية قصيرة الأمد. بعد شهرين فقط، عرض الرئيس يوهانس براند من أورانج فري ستيت على ريتز منصب رئيس محكمة الاستئناف المشكلة حديثًا في ولاية أورانج فري ستيت، على الرغم من حقيقة أن ريتز لم يكن مؤهلًا جيدًا (من بين أمور أخرى صغيرة جدًا). رفض ريتز العرض لهذا السبب، لكن عندما رفض مرشح آخر أيضًا، أصرّ براند على ترشيح ريتز وأقنع فولكسراد أيضًا بتعيينه.

## قاضي ومسؤول في أورانج فري ستيت
مع تعيينه في القضاء في أورانج فري ستيت، جاء ريتز بمفرده. شكّل وصوله – إذ كان يبلغ من العمر وقته ما يقرب من ثلاثين عامًا وكان قد تزوج حديثًا - إلى بلومفونتين في أغسطس عام 1874 بدايةً لإقامة طويلة حوالي إحدى وعشرين عامًا بالإضافة إلى بداية مهنة مهمة ليتوج بانتخابه رئيسًا للدولة.
قبل منتصف سبعينيات القرن التاسع عشر، كان النظام القضائي لأورانج فري ستيت عشوائيًا في طابعه، لا سيما لأن معظم القضاة كانوا غير مؤهلين بشكل قانوني. كانت معظم الإجراءات القضائية بين أيدي قضاة المقاطعات، الذين يطلق عليهم اسم لاندروست، وتتمثل مهمتهم الرئيسية في الإدارة. كانت مهمة ريتز الأولى هي تحسين هذا الوضع، وهو ما فعله تمامًا وبقوة كبيرة. خلال السنة الأولى من ولايته، أصدر فولكسراد مرسومًا تم فيه استدعاء محكمة متنقلة محترفة ومحكمة عليا. أصبح ريتز أول رئيس للمحكمة العليا وبالتالي أصبح أيضًا أول رئيس قضاة في أورانج فري ستيت. أظهر ريتز منذ البداية أنه مقاتل شرس إذ عارض فولكسراد في أكثر من مناسبة وتعامل مع التقاليد السياسية الراسخة بمنطقية والتي تقف في طريق تحديث النظام القضائي، لكن أيضًا كافح ريتز بشدة لتحسين رواتب ومعاشات موظفي الدولة. بصفته مستعمرًا - وُلد في مستعمرة كيب - كان عليه أن يكسب ثقة سكان البوير لقبول أفكاره. وقد فعل ذلك بالفعل من خلال السفر مع المحكمة المتنقلة عبر البلاد لأكثر من عشر سنوات واكتساب نظرة ثاقبة وتعاطف قوي مع أسلوب حياتهم ومعتقداتهم المحافِظة التي تنصّ دائمًا على خشية الله. ساعد ذلك أن ريتز نفسه كان شخصًا متدينًا وأنه بدأ حياته في ريف مستعمرة كيب التي يتحدث سكانها اللغة الأفريقية. في النهاية، أصبح ريتز رمزًا للأفريقان في أورانج فري ستيت.
من الناحية المؤسساتية، فعل ريتز الكثير لتدوين ومراجعة قوانين أورانج فري ستيت. بالتعاون مع زملائه سي.جي. فيلس و أو. جي. تروتر و جون جي. فرازير، نشر ريتز أوردونانسي بوك فان دين أورانين فريستاتا (كتاب مرسوم فري أورانج ستيت) في عام 1877، ما جعل أعمال الجمهورية ومراسيمها متاحة بشكل أكبر. قام ريتز بدوره في تنقيح دستور أورناج فري ستيت، فيما يتعلق بالمواد المتعلقة بالجنسية والحق في التصويت، وكان رئيس لجنة الامتحانات للممارسين الطامحين وساهم في تحسين نظام السجون وإدارة المقاطعات.
| المناصب السياسية | المناصب السياسية           | المناصب السياسية |
| ---------------- | -------------------------- | ---------------- |
| سبقه             | رئيس دولة البرتقال الحرة - | تبعه             |